# In Case of Emergency
ICE, eller In Case of Emergency, är en kampanj som går ut på att man lägger in information om personer att kontakta vid en olycka i sin mobiltelefons telefonbok. ICE är ett internationellt vedertaget system.
Vid svåra olyckor, med okontaktbara offer, kan ofta polis och sjukvårdare använda offrets mobiltelefon för att identifikation. Idén med ICE är att mobiltelefonägaren skriver in bokstäverna "ICE", samt namn och telefonnummer till sina närmast anhöriga i telefonboken. Om man gör detta kan räddningstjänsten snabbare få tag på anhöriga i händelse av att telefoninnehavaren skulle drabbas av en allvarlig sjukdom eller olycka. På så sätt kan man också snabbare få uppgifter om medicinering eller andra viktiga fakta.
I Sverige tycker SOS Alarm att ICE är bra och uppmanar till att föra detta vidare i Sverige.

## Exempel
Kontaktpersonen läggs in under namnet ICE i användarens telefon med telefonnumret till en nära anhörig som mobilanvändaren vill ska bli kontaktad om hen råkar ut för en olycka och inte är kontaktbar. Om det finns plats skrivs även relationsstatus in till kontaktpersonen och dennes namn, till exempel ICE wife Ylva Persson.
Det är standard att använda engelska för beskrivning av den anhöriga samt att utlandsprefix skrivs ut, till exempel +46 för Sverige följt av numret utan den inledande nollan. Anledningen är att telefonnumret och informationen ska fungera även i utlandet.
För fler kontaktpersoner används ICE1, ICE2 och så vidare.
Den som är minderårig ska ha vårdnadshavare som ICE-kontakt, alternativt någon annan som får fatta beslut i den minderåriges ställe.
Om ICE-kontakten är en hörselskadad person, skrivs förkortningen ICETEXT.

## Historia
ICE-koden tänktes ut av den engelska ambulansföraren Bob Brotchie i maj 2004. Han började sprida budskapet om koden. Se Bob Brotchies hemsida under externa länkar för mer information.   
Efter bombdåden i London den 7 juli 2005 fick den stora allmänheten kännedom om koden, då Storbritanniens räddningspersonal letade efter anhörigas telefonnummer i offrens mobiltelefoner. ICE har spritt sig vitt runt Europa. Även i Nordamerika har man börjat informera om koden.

## Mobil med kodlås
På 1177.se ges exempel på hur ICE-kontakter kan göras synliga även om mobilen har kodlås.
- Ha en bakgrundsbild med ICE-numret, t.ex. genom att skriva en vanlig lapp, fotografera av den med mobilen och lägga den som bakgrundsgrundsbild.
- Det finns appar som gör ICE-kontakten tillgänglig trots att mobilen är låst.
- Skriv ner ICE-kontakterna på en lapp som fästs på telefonens baksida.